# Interstitium pulmonaire
L'interstitium pulmonaire désigne le tissu conjonctif qui soutient les axes broncho-vasculaires, les cloisons inter-lobulaires, le tissu sous-pleural et les cloisons inter-alvéolaires des poumons.

## Rôle
L'interstitium, qui est le tissu de soutien du poumon est situé entre les parois des alvéoles pulmonaires. Ces dernières, siège de l'échange gazeux entre sang et air, forment le parenchyme qui est le tissu proprement fonctionnel du poumon. Interstitium et parenchyme coopèrent étroitement au fonctionnement du poumon et constituent une unité fonctionnelle. L'interstitium constitue l'armature de base du poumon et soutient l'architecture des alvéoles, c'est-à-dire de la barrière sang-air pendant le cycle de la respiration.

## Composition

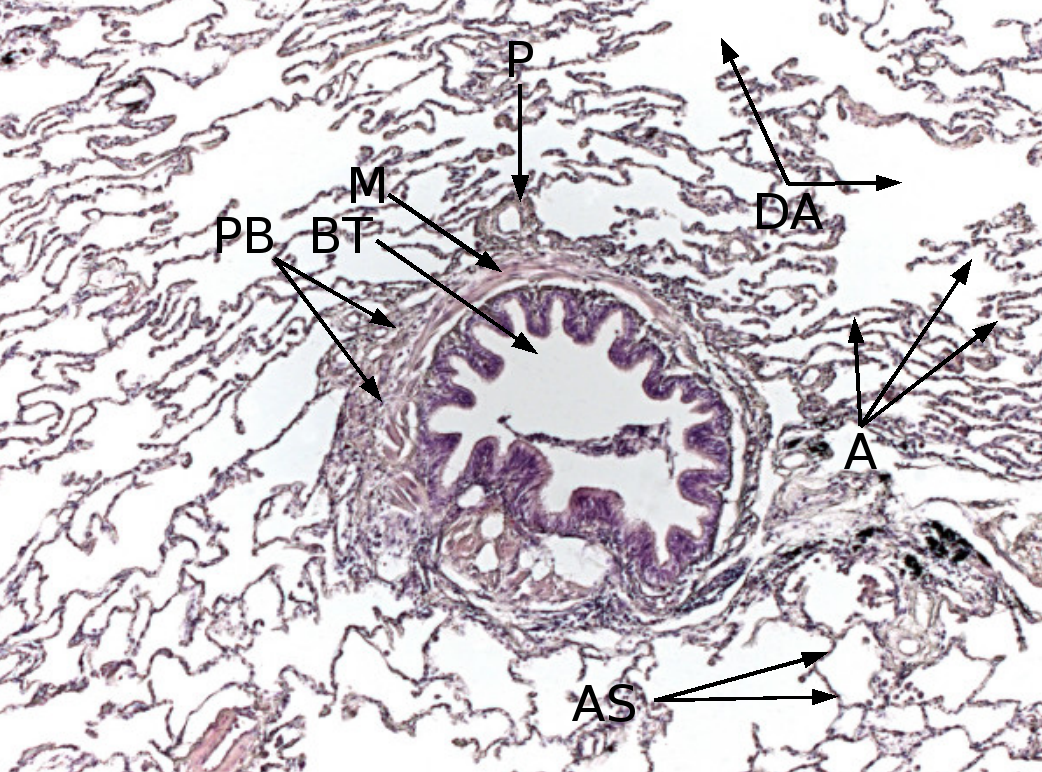
Histologie du tissu pulmonaire — PB : Tissu de soutien péribronchial — BT : Bronchiole terminale — M : Couche musculaire circulaire de la bronchiole — P : Artériole pulmonaire — DA : Lumière alvéolaire — A : Alvéole — AS : Septum alvéolaire.
Coloration à l'hématoxyline-éosine (HE).

La majeure partie de l’interstitium est formé par des fibres de collagène, qui forment jusqu'à 20 % de la masse sèche des poumons, en majorité du collagène de type I dont le rôle principal est la conservation de la forme et l’élasticité des alvéoles. Le collagène de type IV ne se trouve que dans les membranes basales des alvéoles et des vaisseaux sanguins. Les collagènes de type III et de type V ne sont présents qu’en faible quantité dans le tissu pulmonaire (5 à 10 %). Les fibres élastiques forment un réseau à connexions multiples dans l'interstitium du poumon. Elles sont la force motrice de l'expiration.
Les protéoglycanes sont responsables de la géométrie du tissu pulmonaire. L'interstitium est aussi composé d'acide hyaluronique, de sulfate de chondroïtine A et C, de sulfate de dermatane, d'héparine et de sulfate d'héparine. En outre, parmi les glycoprotéines, se retrouvent de la fibronectine, de l'entactine (en) et de la laminine, qui apparaissent principalement dans les lames basales.

## Subdivisions
Il est divisé en trois secteurs, le secteur périphérique, le secteur axial et les parois alvéolaires. Cette division est utile puisqu'à chaque secteur correspond en cas d’atteinte un des signes radiologiques particuliers (lignes de Kerley) :
- Le secteur périphérique comprend le tissu conjonctif sous-pleural et les septa interlobulaires.
- Le secteur axial est composé des cloisons conjonctives péribronchovasculaires.
- Le troisième secteur est composé des cloisons conjonctives intralobulaires qui siègent dans les cloisons interalvéolaires[5].

## Pathologies de l'interstitium
L'interstitium pulmonaire est modifié lors des pneumopathies interstitielles diffuses idiopathiques qui font partie du grand groupe des pneumopathies interstitielles.

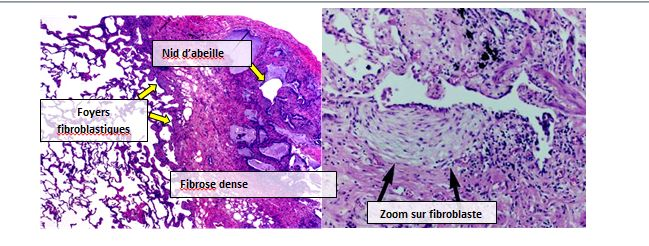
Photomicrographie de l’apparence histopathologique d’une pneumonie interstitielle usuelle. Le zoom avant (droite) montre une prolifération fibroblastique, près d’une fibrose dans laquelle on peut voir une cellule inflammatoire chronique, non spécifique infiltrée. On reconnaît un aspect en nid d’abeille caractéristique en sous-pleural.